# Editha (Wohnhaus)

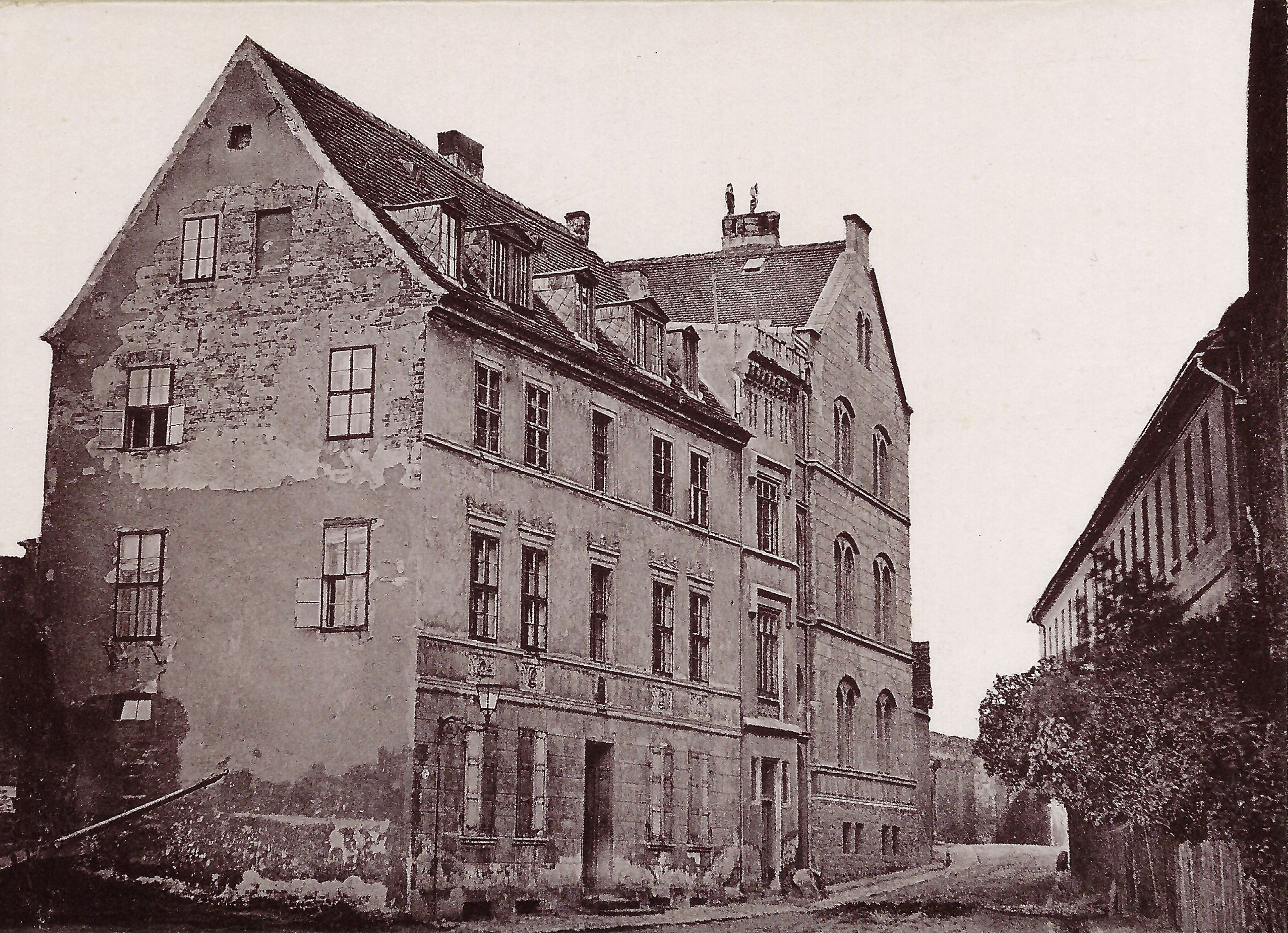
Die Editha, um 1870

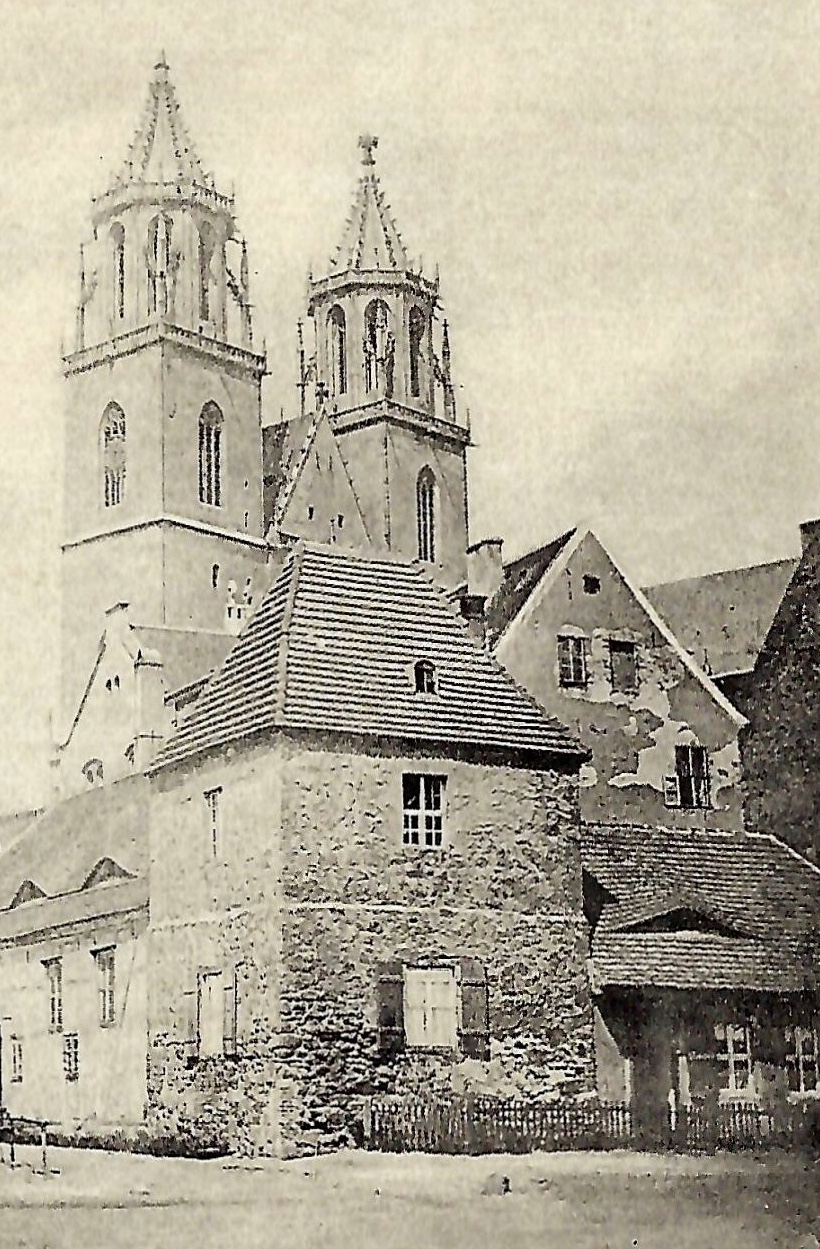
Editha (rechts) zwischen Turm Cleve (Vordergrund) und Magdeburger Dom (Hintergrund)

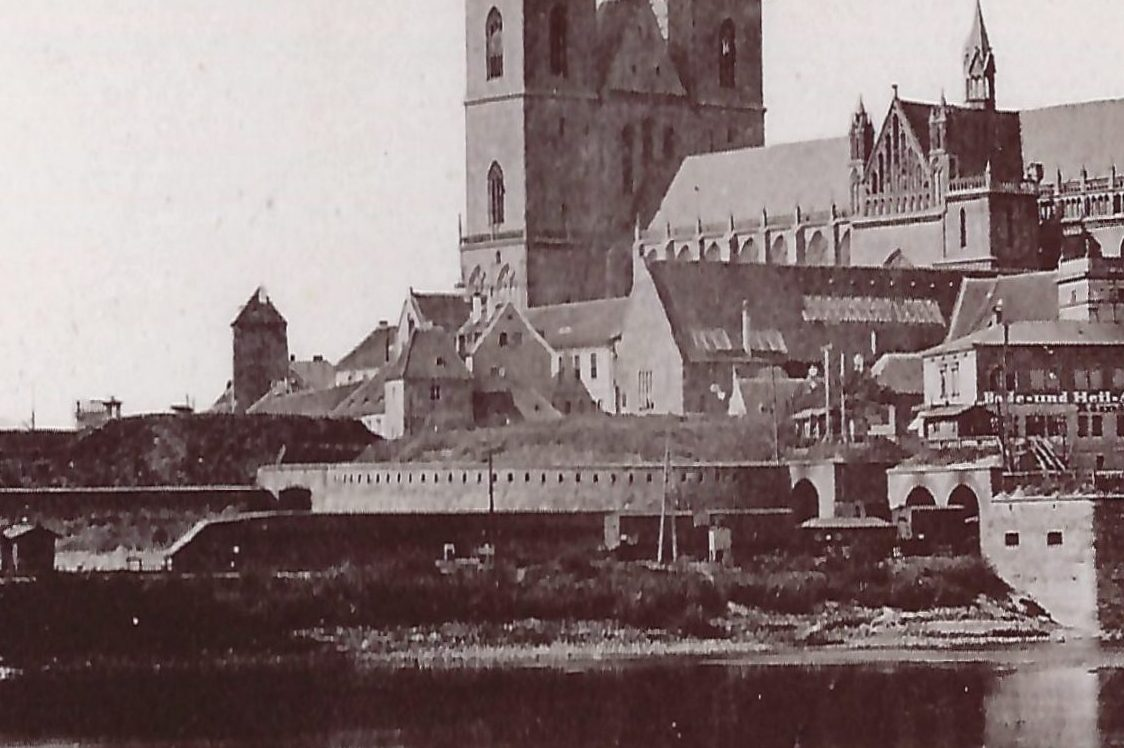
Editha oberhalb der Bastion Cleve

Die Editha war ein historisches Wohngebäude in Magdeburg im heutigen Sachsen-Anhalt. Bekannt wurde es aufgrund seiner markanten Lage an der Südostecke der Magdeburger Altstadt.

## Lage
Das Gebäude befand sich am südlichen Ende der Domstraße, an der Adresse Domstraße 10, unmittelbar südlich des Magdeburger Doms. Südlich und östlich befand sich die zur Festung Magdeburg gehörende Bastion Cleve mit dem Wehrturm Cleve. Der Bereich gehört heute zur unbebauten Südseite der Straße Am Dom und ist Teil einer Grünanlage.

## Architektur und Geschichte
Das Grundstück war im 18. Jahrhundert bebaut worden. Bis 1780 gehörte es dem Steinmetz Johann Ernst Stendel. Seine Erben waren die Witwe Charlotte Elisabeth, geborene Schweitzer sowie drei minderjährige Kinder. 1785 erwarb es für 900 Taler der Akziseeinnehmer Christoph Meinecke. Im Jahr 1800 kaufte es Madame Annemarie Pfoehl, geborene Seidel für einen Preis von 1700 Talern, 1803 dann der Gärtner Karl Ritter für 1800 Taler.
1823 lebte auf dem Grundstück der Ober-Arbeiter am Kaufhof Voigt. Im westlich angrenzenden Nachbarhaus Domstraße 9 wurde 1831 der spätere Unternehmer und Konstrukteur Rudolf Ernst Wolf geboren. Er verbrachte hier seine Kindheit und äußerte sich in seinen Lebenserinnerungen auch zum Nachbarhaus Domstraße 10. Das Grundstück war zu diesem Zeitpunkt mit einem kleinen eingeschossigen Haus bebaut und wurde noch von der Familie Voigt bewohnt, bestehend aus einem alten Herrn Voigt, seiner Ehefrau, der Tochter Mile und dem Hund Nette.
Später, möglicherweise Ende der 1830er oder in den 1840er Jahren, entstand dann die dreigeschossige Editha. Die nach Norden zum Dom und dem damals dort befindlichen Domgymnasium Magdeburg gerichtete Fassade war fünfachsig ausgeführt. Der Hauseingang befand sich in der mittleren Achse. Oberhalb der Haustür stand eine die Kaiserin Editha darstellende Statue, auf die der gebräuchliche Name des Hauses zurückging. Bedeckt war der Bau von einem Satteldach. Im Zuge der Stadterweiterung und der Anlage des Fürstenwallparks wurde das Haus vermutlich zwischen 1872 und 1874 abgerissen.